# Cedella Booker
Cedella Marley Booker (23 de julio de 1926 - 8 de abril de 2008) fue una cantante y escritora jamaiquina, conocida por ser madre de Bob Marley.
Cuando tenía 18 años se casó con Norval Sinclair Marley, un jamaiquino blanco de ascendencia inglesa. Al año nació su hijo Bob.
Murió el 8 de abril de 2008 a la edad de 81 años.

## Libros
- Bob Marley, My Son, Taylor Trade Publishing, ISBN 978-0878332984
- Bob Marley: An Intimate Portrait by His Mother, Penguin Books Ltd (UK), ISBN 978-0140258141

## Álbumes
- Awake Zion.
- Smilin' Island of Song.